# Imiga
Imiga är en ort i Burkina Faso.   Den ligger i regionen Plateau-Central, i den centrala delen av landet, 110 km öster om huvudstaden Ouagadougou. Imiga ligger 306 meter över havet och antalet invånare är 897.
Terrängen runt Imiga är platt. Närmaste större samhälle är Zorgho, 10,3 km sydväst om Imiga.
Trakten runt Imiga består till största delen av jordbruksmark. Runt Imiga är det ganska tätbefolkat, med 129 invånare per kvadratkilometer.